# Pio B. Mesa
Pío Benigno Mesa (Urubamba, 1820 o 1825 - Mar de Grau frente a las costas de Pisco, 1883) fue un militar, editor, periodista, catedrático y político peruano. Es considerado como parte de la primera generación de indigenistas junto con Narciso Aréstegui.
Nació en Urubamba en los años 1820. En los años 1860, se reconoce que Mesa fue uno de los primeros cusqueños en celebrar la figura de Túpac Amaru II quien había sido proscrito por los criollos cusqueños desde fines del siglo XVII. En 1866 fue el primer decano de la Facultad de Filosofía y Letras de la Universidad del Cusco. En 1867, siendo director del periódico El Heraldo, editó una versión en español de Ollantay, narración anónima inca, que es una de las primeras ediciones impresas de dicho drama.
Ese mismo año (1867), llegó al Cusco el ingeniero sueco John W. Nystrom quien procuró la formación de una sociedad metalúrgica y minera en el Cusco para impulsar la industria siderúrgica. En su expedición e informes, se menciona a Mesa, junto con otros terratenientes cusqueños como Pablo Umeres, Manuel Avelino y Mariano Orihuela, José María Galdos, Pedro Mariano Miota, quienes no sólo ayudaron a Nystrom en sus expediciones sino que suscribieron acciones para la constitución de dicha empresa la que, sin embargo, no pudo concretarse ante la poca inversión realizada por los habitantes del Cusco.
También en 1867 formó parte del directorio de la "Sociedad Amiga de los Indios" (SAI) constituida para influir sobre la opinión pública y el gobierno para garantizar a los indios los derechos que la Constitución Política otorgaba a todos los ciudadanos así como para ser mediador en los conflictos entre las comunidades indígenas o entre los miembros de una misma comunidad. En 1868 se presentó una propuesta legislativa impulsada por la SAI para establecer una comisión que revisaría la legislación y propondría al Congreso un proyecto de ley que garantizara la defensa de los derechos civiles de los indígenas. Este proyecto fue defendido por Mesa en el Senado de la República. Mesa planteó ante su Cámara lo siguiente:

“Desde hace siglos viene perpetuándose en el Perú un gran crimen social, los aborígenes peruanos son tratados sistemática y 
 constantemente como si fueran bestias de carga. Se les explota, se les oprime y se les maltrata inicuamente. No son los infelices indios dueños de sí mismos, ni de sus esposas, ni de su tiempo, ni del terreno que pisan, ni aún de su improbo y miserable trabajo. Ya es tiempo, bien que tarde, de que la representación nacional decrete la definitiva redención de los parias del Perú.

Este proyecto fue discutido y archivado. Mesa abogó en el Congreso por la abolición de los ayllus y parcialidades a los que consideraba una fuente de explotación del indio.

## Trayectoria política
Fue miembro de la Convención Nacional del Perú (1855) por la provincia de Cusco entre 1855 y 1857 que, durante el segundo gobierno de Ramón Castilla, elaboró la Constitución de 1856, la sexta que rigió en el país. En 1860 fue elegido miembro del Congreso Constituyente de 1860 por la provincia de La Convención del Departamento del Cusco que expidió la Constitución de 1860, la que tuvo un mayor tiempo de vigencia. Posteriormente sería senador de la república por el departamento de Cusco en 1868, 1870 y 1872.
En 1881 formó parte de la Asamblea Nacional de Ayacucho convocado por Nicolás de Piérola luego de la Ocupación de Lima durante la Guerra del Pacífico. Este congreso aceptó la renuncia de Piérola al cargo de Dictador que había tomado en 1879 y lo nombró presidente provisorio. Sin embargo, el desarrollo de la guerra generó la pérdida de poder de Piérola por lo que este congreso no tuvo mayor relevancia. Mesa fue el presidente de esta asamblea.
Falleció en 1883 en el naufragio frente al puerto de Pisco del vapor "Italia", nave que lo trasladaba de Chincha a Mollendo.